# Oranienburg (stacja kolejowa)
Oranienburg – stacja kolejowa w Oranienburgu, w kraju związkowym Brandenburgia, w Niemczech. Znajdują się tu 3 perony.